# Yponomeutoidea
Yponomeutoidea es una superfamilia de lepidópteros glosados del clado Ditrysia, incluye las denominadas vulgarmente mariposas armiño y sus parientes.

## Familias
- Acrolepiidae
- Attevidae
- Bedelliidae
- Glyphipterigidae
- Heliodinidae
- Lyonetiidae
- Plutellidae
- Yponomeutidae
- Ypsolophidae